# Gnathopalystes nigrocornutus
Gnathopalystes nigrocornutus là một loài nhện trong họ Sparassidae.
Loài này thuộc chi Gnathopalystes. Gnathopalystes nigrocornutus được Anna Maria Sibylla Merian miêu tả năm 1911.